# Communauté de communes du Centre-Ouest
La communauté de communes du Centre-Ouest est une communauté de communes française, située dans le département et région d'outre-mer de Mayotte, qui a été créée le 31 décembre 2015..

## Historique
La communauté de communes du Centre-Ouest a été constituée le 31 décembre 2015. Précédemment, les cinq communes membres n'appartenaient à aucun établissement public de coopération intercommunale à fiscalité propre.

## Territoire communautaire

### Géographie
Elle est située dans le centre-ouest de Grande-Terre, la principale île de Mayotte.

### Composition
La communauté de communes est composée des 5 communes suivantes :

| Nom              | Code Insee | Gentilé     | Superficie (km2) | Population (dernière pop. légale) | Densité (hab./km2) |
| ---------------- | ---------- | ----------- | ---------------- | --------------------------------- | ------------------ |
| Tsingoni (siège) | 97617      | Tsingoniens | 34,42            | 13 934 (2017)                     | 405                |
| Chiconi          | 97605      | Chiconien   | 8,26             | 8 295 (2017)                      | 1 004              |
| M'Tsangamouji    | 97613      |             | 21,84            | 6 432 (2017)                      | 295                |
| Ouangani         | 97614      |             | 19,05            | 10 203 (2017)                     | 536                |
| Sada             | 97616      | Sadois      | 10,26            | 11 156 (2017)                     | 1 087              |

## Administration

### Siège
Le siège de la communauté de communes est situé à Tsingoni.

### Les élus
La communauté de communes est administrée par le conseil communautaire qui est composé de 40 conseillers.
Ils se répartissent comme suit :
| Nombre de conseillers | Communes      |
| --------------------- | ------------- |
| 11                    | Tsingoni      |
| 9                     | Sada          |
| 8                     | Ouangani      |
| 7                     | Chiconi       |
| 5                     | M'Tsangamouji |

### Présidence
| Période         | Période      | Identité             | Étiquette | Qualité                              |
| --------------- | ------------ | -------------------- | --------- | ------------------------------------ |
| 14 janvier 2016 | juillet 2020 | Zaïnoudine Antoyissa | UMP       | Maire de Chiconi (2014-2017)         |
| juillet 2020    | En cours     | Saïd Ibrahima        |           | Maire de M'Tsangamouji (depuis 2014) |

### Régime fiscal et budget
Le régime fiscal de la communauté de communes est la fiscalité professionnelle unique (FPU).